# 永隆 (梁師都)
永隆（618年—628年四月）是隋朝末期唐朝初期領袖，梁政權梁師都的年号，歷時11年。
《舊唐書》及《新唐書》記載梁師都建元永隆在大業末年。《資治通鑑》則記在617年三月。
出土墓誌《上柱国杞国公总管梁明达志》則稱「永隆二年岁次己卯十一月丙寅朔七日壬申」，可知永隆元年為618年。

## 纪年
| 永隆 | 元年   | 二年  | 三年  | 四年  | 五年  | 六年  | 七年  | 八年  | 九年  | 十年  |
| ---- | ------ | ----- | ----- | ----- | ----- | ----- | ----- | ----- | ----- | ----- |
| 公元 | 618年  | 619年 | 620年 | 621年 | 622年 | 623年 | 624年 | 625年 | 626年 | 627年 |
| 干支 | 戊寅   | 己卯  | 庚辰  | 辛巳  | 壬午  | 癸未  | 甲申  | 乙酉  | 丙戌  | 丁亥  |
| 永隆 | 十一年 |       |       |       |       |       |       |       |       |       |
| 公元 | 628年  |       |       |       |       |       |       |       |       |       |
| 干支 | 戊子   |       |       |       |       |       |       |       |       |       |

## 同期存在的其他政权年号
- 中國
  - 隋朝
    - 大業（605年－618年）：隋煬帝杨广之年号
    - 義寧（617年－618年）：隋恭帝杨侑之年号
    - 皇泰（618年－619年）：杨侗之年号

  - 隋末唐初時期
    - 太平（616年－622年）：楚政權林士弘年号
    - 丁丑（617年－618年）：夏政權窦建德年号
    - 五凤（618年－621年）：夏政權窦建德年号
    - 永平（617年－618年十）：魏政權李密年号
    - 天兴（617年－620年）：刘武周年号
    - 正平（617年－618年）：永樂王郭子和年号
    - 秦兴（617年－618年）：秦政權薛擧年号
    - 鸣凤（617年－618年）：梁政權蕭銑年号
    - 天壽（618年－619年）：許政權宇文化及年号
    - 安樂（617年－619年）：涼政權李軌年号
    - 始兴（618年－624年）：燕政權高开道年号
    - 法輪（618年）：齊政權高曇晟年号
    - 昌達（618年－619年）：楚政權朱粲年号
    - 开明（619年－621年）：鄭政權王世充年号
    - 延康（619年－620年）：梁政權沈法兴年号
    - 明政（619年－621年）：吳政權李子通年号
    - 天造（622年－623年）：刘黑闼年号
    - 天明（623年－624年）：輔公祏年号
    - 進通（623年）：王摩沙年号

  - 唐朝
    - 武德（618年－626年）：唐高祖李淵之年号
    - 貞觀（627年－649年）：唐太宗李世民之年号

  - 高昌
    - 义和（614年－619年）：麴某之年号
    - 重光（620年－623年）：麴伯雅之年号
    - 延壽（624年－640年）：麴文泰之年号
- 朝鮮半島
  - 新羅
    - 建福（584年－634年）：新羅真平王之年號

## 參看
- 中國年號索引
- 其他使用永隆年號的政權

## 引用
1. ↑  李崇智《中國歷代年號考》，第63頁。
2. ↑  劉昫.  . 维基文库.「大業末，罷歸。屬盜賊群起，師都陰結徒黨數千人，殺郡丞唐宗，據郡反。自稱大丞相，北連突厥。隋將張世隆擊之，反為所敗。師都因遣兵掠定雕陰、弘化、延安等郡，於是僭即皇帝位，稱梁國，建元為永隆。」
3. ↑  歐陽脩.  . 维基文库.「大業末罷歸，結徒起為盜，殺郡丞唐世宗，據郡稱大丞相，聯兵突厥。與隋將張世隆戰，敗之，因略定雕陰、弘化、延安。自為梁國，僭皇帝位，祭天於城南，坎地瘞玉得印，以為瑞，建元永隆。」
4. ↑  司馬光.  . 维基文库.「〔義寧元年三月〕梁師都略定雕陰、弘化、延安等郡，遂即皇帝位，國號梁，改元永隆。」
5. ↑  康蘭英，《榆林碑石》，三秦出版社，2003年10月，第21、207頁。